# Vestenskov
Vestenskov er en landsby på Vestlolland med et indbyggertal på under 200 indbyggere. Den hører til Lolland Kommune og ligger i Region Sjælland. Vestenskov hører til Vestenskov Sogn, og Vestenskov Kirke, hvis ældste dele er bygget i munkesten mellem 1250 og 1300, ligger sydvest for landsbyen.

## Faciliteter
Vestenskov Skole er fra 1855. Nye bygninger blev indviet i 1963. Skolen blev med tilhørende SFO lukket i sommeren 2010, hvorefter skolens elever blev flyttet til skoler i Nakskov. Skolebygningerne er blevet til Vestenskov/Lolland Foreningshus, der kan lejes til uddannelse, træningsophold, overnatningsture, lejrophold samt fest- og mødelokaler. 100 personer kan overnatte ad gangen. Landsbyen har stadig en købmandshandel, der ligger over for foreningshuset.
Borgerne i og omkring Vestenskov har oprettet "Vestenskov og Omegns Landsbylaug", som arbejder for at skabe liv og glæde i landsbyen ved at holde kulturelle arrangementer, der bringer landsbyens og oplandets indbyggere i kontakt med hinanden.

## Verdens første brintby
Vestenskov er mest kendt som "brintlandsby" på grund af Dansk Mikrokraftvarmes forsøg med at lagre vindenergi ved at omdanne den til brint, som ved hjælp af brændselsceller kan forsyne husstande med el og varme. 5 husstande inklusive plejehjemmet fik i 2009 brændselsceller på forsøgsbasis, og 32 huse var tilsluttet, da forsøget sluttede planmæssigt i 2014. Der var overvejende gode resultater med brintanlæggene, men udfordringen er at få prisen ned på et fornuftigt niveau, og det kræver en større produktion. Anlæggene er hidtil fremstillet enkeltvis.

## Historie
I 1682 bestod Vestenskov af 2 gårde. Det samlede dyrkede areal udgjorde 54 tønder land skyldsat til 19,81 tønder hartkorn.
I 1804 hørte Vestenskov under Fredsholm gods. Landsbyen blev skyldsat til 11 tønder, 5 skæpper og 1 album. Tienden var 10 mark. Landsbyen bestod af 1 fæstegård og 1 hoverigørende gård samt 3 jordløse huse.
I 1899 blev byen beskrevet således: "Vestenskov med Kirke, Præstegd., Skole, Mølle og Fællesmejeri". Ifølge gamle kort var der desuden fattighus.

### Jernbanen
Vestenskov havde station på Nakskov-Rødby Jernbane (1926-53). Stationsbygningen er bevaret på Vestenskovvej 61. Den blev tegnet af arkitekten Einar Ørnsholt.